# Eremobates putnamii
Eremobates putnamii är en spindeldjursart som först beskrevs av Banks 1898.  Eremobates putnamii ingår i släktet Eremobates och familjen Eremobatidae. Inga underarter finns listade i Catalogue of Life.